# Galaxie activă

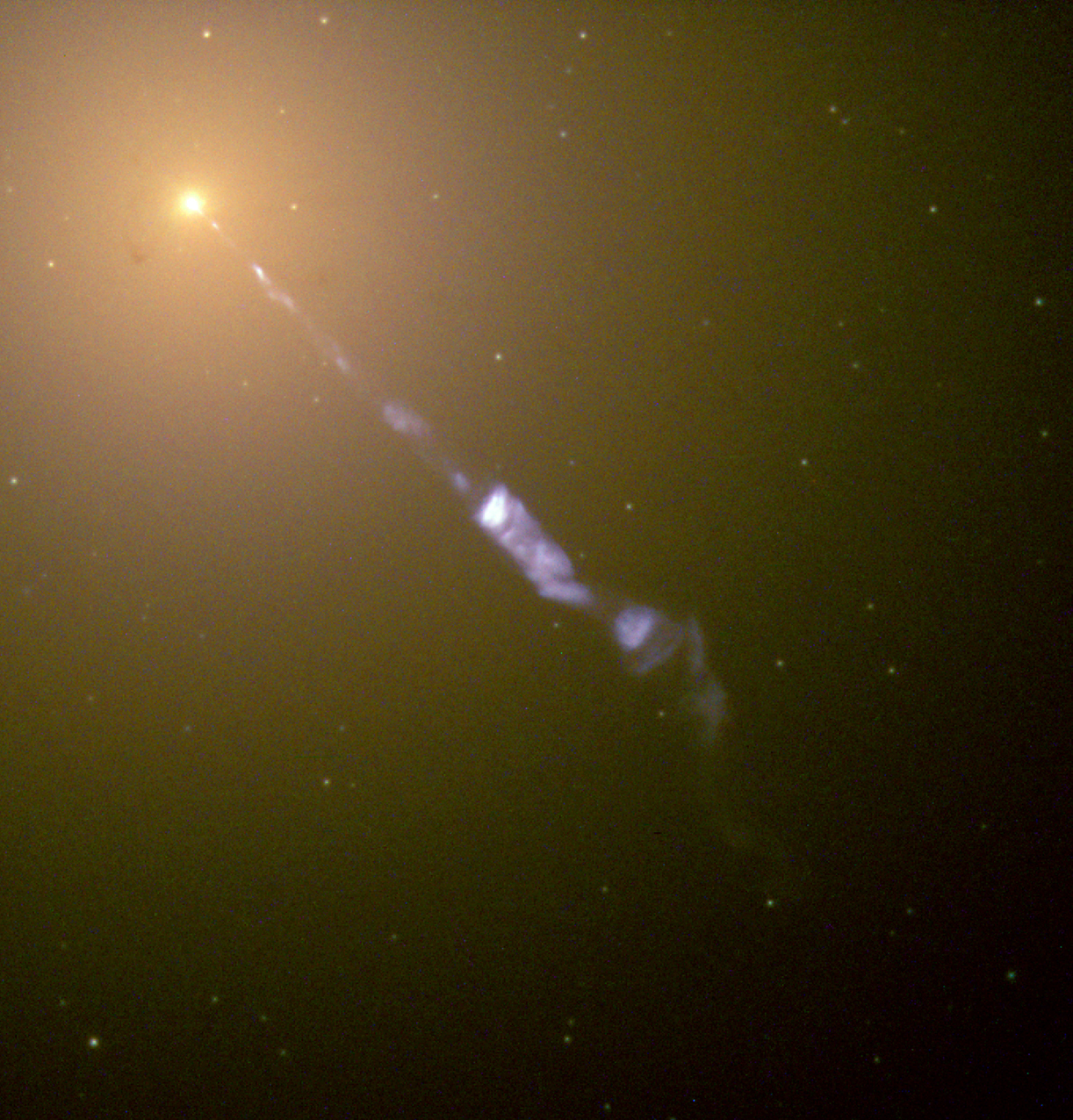
Imagine realizată de Telescopul Spaţial Hubble asupra unui jet de 5000 ani-lumină lungime (1,5-kiloparseci) ejectat de nucleul activ al galaxiei M87, o radiogalaxie.

O galaxie activă este un fel de galaxie care are o fracțiune semnificativă de radiație electromagnetică care nu este datorată componentelor „normale” dintr-o galaxie (stelele, praful și gazul interstelar).
Aceste galaxii prezintă semne ale unor procese deosebit de violente ce au loc în interiorul lor, semnalate prin emisiile de raze X și structurile neobișnuite. 